# Fregata
 Ovo je glavno značenje pojma Fregata. Za rod ptica pogledajte Fregata (rod) ili brzani.
Fregata je naziv koji se u najširem smislu koristi za ratni brod srednje veličine. Kroz povijest se, međutim, taj naziv koristio za različite vrste brodova. U 18. stoljeću fregatom su nazivane brze ratne jedrilice. Danas fregata ima ulogu pratećeg broda za konvoje, za zaštitu od nadvodnih i podvodnih te zračnih napada. Djeluje i kao brod za potporu snagama na kopnu ili desantnim postrojbama mornaričkog pješaštva.
U Doba jedrenjaka je fregata predstavljala tip broda koji je veličinom bio manji od linijskog broda, a veći od korvete. Uglavnom je služio za patroliranje oceanima, borbu protiv pirata i krstarički rat protiv neprijateljske trgovačke mornarice. U 19. stoljeću je nestao iz upotrebe, a zamijenila ga je krstarica.
Moderna fregata potječe od klase eskortnih razarača koja se razvila u Drugom svjetskom ratu, i kojoj je glavni zadatak bila zaštita konvoja te protupodmornička borba. Danas su fregate osim s topovima i mitraljezima opremljene raketnim naoružanjem, a po svojoj veličini i vatrenoj moći su se približile klasičnim razaračima. U mnogim mornaricama, pogotovo onim manjim, predstavljaju kapitalne brodove.

## Vanjske poveznice
- Fregata Hrvatska tehnička enciklopedija, portal hrvatske tehničke baštine. LZMK